# Thuiaria zachsi
Thuiaria zachsi is een hydroïdpoliep uit de familie Sertulariidae. De poliep komt uit het geslacht Thuiaria. Thuiaria zachsi werd in 1947 voor het eerst wetenschappelijk beschreven door Fenyuk. 